# 김승호 (1978년)
김승호(한국 한자: 金承鎬, 1978년 5월 19일 ~ )는 대한민국의 전 축구 선수이며, 포지션은 공격수였다.